# Richen (Groß-Umstadt)
Richen ist ein Stadtteil von Groß-Umstadt im südhessischen Landkreis Darmstadt-Dieburg.

## Geographie
Der Stadtteil Richen umfasst die Gemarkung Richen. Innerhalb dieser Gemarkung liegen die folgenden aktuellen bzw. historischen Siedlungsplätze:
- Wüstung Breitwiesen[4]
- Gustav-Hacker-Siedlung[5]
- Lützelforstmühle[6]

Das Dorf Richen mit geschlossener Ortslage liegt in der Ebene unmittelbar vor den östlichen Ausläufern des Odenwaldes im Lößgebiet, ca. 6 km südöstlich von Dieburg. Zu den Nachbarorten gehören: Altheim, Semd, Kleestadt, Klein-Umstadt und die Kernstadt Umstadt.

## Geschichte

### Ortsgeschichte
Die Richener Gemarkung wurde schon von den Römern besiedelt. Der Ort selbst wurde soweit bekannt erstmals 1350 als Rychen später als Ryechin, Rychen und Riechen erwähnt. Weinbau in Richen ist seit dem Jahr 1457 belegt.
Die Statistisch-topographisch-historische Beschreibung des Großherzogthums Hessen berichtet 1829 über Richen:

„Richen (L. Bez. Dieburg) luth. Filialdorf; liegt am Richenbach (Mühlbach) 1 1⁄2 St. von Dieburg und 1⁄2 St. von Umstadt, in einem schönen Wiesengrund. Der Ort zählt 79 Häuser und 507 Einw., die bis auf 42 Reform. und 8 Kath. lutherisch sind; unter diesen sind 33 Bauern, 30 Handwerker und 20 Taglöhner. Man findet hier eine neue, gemeinschaftliche Kirche, 2 Mühlen und Torfstiche in denen jährlich 60,000 Stücke Torf gestochen werden. – Das Dorf hat seinen Namen von einem Bache, der 768 unter dem Namen Ricchina vorkommt. jetzo aber auch Umstädter Mühlbach genannt wird. Richen war mit Churpfalz gemeinschaftlich, und kam 1802 ganz an Hessen.“

Hessische Gebietsreform (1970–1977)
Im Zuge der Gebietsreform in Hessen wurden zum 1. Januar 1977 Groß-Umstadt und die Gemeinden Dorndiel, Heubach, Kleestadt, Klein-Umstadt, Richen und Semd durch das Landesgesetz zur Neugliederung der Landkreise Darmstadt und Dieburg und der Stadt Darmstadt zur neuen Stadt Groß-Umstadt zusammengeschlossen. Für die Kernstadt Umstadt und die Stadtteile Dorndiel, Heubach, Kleestadt, Klein-Umstadt, Raibach, Richen, Semd und Wiebelsbach wurden Ortsbezirke errichtet.

### Verwaltungsgeschichte im Überblick
Die folgende Liste zeigt die Staaten und Verwaltungseinheiten, denen Richen angehört(e):
- vor 1323: Heiliges Römisches Reich, Zent Umstadt (Kondominat)
- ab 1390: Heiliges Römisches Reich, Kurpfalz (durch Kauf; bis 1427 an Herrschaft Hanau verpfändet), Zent Umstadt
- ab 1504: Heiliges Römisches Reich, Zent Umstadt (Kurpfalz und Landgrafschaft Hessen je zur Hälfte), Zent Umstadt
- 1567–1803: Heiliges Römisches Reich, Hessischer Anteil der Zent Umstadt zeitweise aufgeteilt zwischen Landgrafschaft Hessen-Kassel, Landgrafschaft Hessen-Darmstadt und Hessen-Rheinfels
- ab 1803: Heiliges Römisches Reich, Landgrafschaft Hessen-Darmstadt,[Anm. 2] Fürstentum Starkenburg, Amt Umstadt
- ab 1806: Großherzogtum Hessen,[Anm. 3] Fürstentum Starkenburg, Amt Umstadt[13]
- ab 1815: Großherzogtum Hessen, Provinz Starkenburg, Amt Umstadt mit Otzberg
- ab 1821: Großherzogtum Hessen, Provinz Starkenburg, Landratsbezirk Dieburg[Anm. 4]
- ab 1832: Großherzogtum Hessen, Provinz Starkenburg, Kreis Dieburg
- ab 1848: Großherzogtum Hessen, Regierungsbezirk Dieburg
- ab 1852: Großherzogtum Hessen, Provinz Starkenburg, Kreis Dieburg
- ab 1871: Deutsches Reich, Großherzogtum Hessen, Provinz Starkenburg, Kreis Dieburg
- ab 1918: Deutsches Reich, Volksstaat Hessen, Provinz Starkenburg, Kreis Dieburg
- ab 1938: Deutsches Reich, Volksstaat Hessen, Landkreis Dieburg[14][Anm. 5]
- ab 1945: Deutsches Reich, Amerikanische Besatzungszone,[Anm. 6] Groß-Hessen, Regierungsbezirk Darmstadt, Landkreis Dieburg
- ab 1946: Deutsches Reich, Amerikanische Besatzungszone, Hessen, Regierungsbezirk Darmstadt, Landkreis Dieburg
- ab 1949: Bundesrepublik Deutschland, Hessen, Regierungsbezirk Darmstadt, Landkreis Dieburg
- ab 1977: Bundesrepublik Deutschland, Hessen, Regierungsbezirk Darmstadt, Landkreis Darmstadt-Dieburg, Stadt Groß-Umstadt

## Bevölkerung

### Einwohnerstruktur 2011
Nach den Erhebungen des Zensus 2011 lebten am Stichtag dem 9. Mai 2011 in Richen 1554 Einwohner. Darunter waren 104 (6,7 %) Ausländer. Nach dem Lebensalter waren 234 Einwohner unter 18 Jahren, 654 waren zwischen 18 und 49, 327 zwischen 50 und 64 und 327 Einwohner waren älter. Die Einwohner lebten in 639 Haushalten. Davon waren 147 Singlehaushalte, 216 Paare ohne Kinder und 204 Paare mit Kindern, sowie 60 Alleinerziehende und 12 Wohngemeinschaften. In 126 Haushalten lebten ausschließlich Senioren und in 411 Haushaltungen leben keine Senioren.

### Einwohnerentwicklung
| • 1633: | 094 Einwohner            |
| • 1806: | 414 Einwohner, 69 Häuser |
| • 1829: | 507 Einwohner, 79 Häuser |
| • 1867: | 467 Einwohner, 75 Häuser |

| Richen: Einwohnerzahlen von 1806 bis 2019 | Richen: Einwohnerzahlen von 1806 bis 2019 | Richen: Einwohnerzahlen von 1806 bis 2019 | Richen: Einwohnerzahlen von 1806 bis 2019 | Richen: Einwohnerzahlen von 1806 bis 2019 |
| --- | ----------------------------------------- | ----------------------------------------- | ----------------------------------------- | ----------------------------------------- |
| Jahr |                                           |                                           |                                           | Einwohner                                 |
| 1806 | 1806                                      |                                           | 414                                       | 414                                       |
| 1829 | 1829                                      |                                           | 507                                       | 507                                       |
| 1834 | 1834                                      |                                           | 458                                       | 458                                       |
| 1840 | 1840                                      |                                           | 510                                       | 510                                       |
| 1846 | 1846                                      |                                           | 539                                       | 539                                       |
| 1852 | 1852                                      |                                           | 515                                       | 515                                       |
| 1858 | 1858                                      |                                           | 510                                       | 510                                       |
| 1864 | 1864                                      |                                           | 484                                       | 484                                       |
| 1871 | 1871                                      |                                           | 511                                       | 511                                       |
| 1875 | 1875                                      |                                           | 486                                       | 486                                       |
| 1885 | 1885                                      |                                           | 491                                       | 491                                       |
| 1895 | 1895                                      |                                           | 490                                       | 490                                       |
| 1905 | 1905                                      |                                           | 450                                       | 450                                       |
| 1910 | 1910                                      |                                           | 463                                       | 463                                       |
| 1925 | 1925                                      |                                           | 441                                       | 441                                       |
| 1939 | 1939                                      |                                           | 449                                       | 449                                       |
| 1946 | 1946                                      |                                           | 735                                       | 735                                       |
| 1950 | 1950                                      |                                           | 690                                       | 690                                       |
| 1956 | 1956                                      |                                           | 612                                       | 612                                       |
| 1961 | 1961                                      |                                           | 804                                       | 804                                       |
| 1967 | 1967                                      |                                           | 900                                       | 900                                       |
| 1970 | 1970                                      |                                           | 1.275                                     | 1.275                                     |
| 1980 | 1980                                      |                                           | ?                                         | ?                                         |
| 1990 | 1990                                      |                                           | ?                                         | ?                                         |
| 2000 | 2000                                      |                                           | ?                                         | ?                                         |
| 2006 | 2006                                      |                                           | 1.652                                     | 1.652                                     |
| 2016 | 2016                                      |                                           | 1.614                                     | 1.614                                     |
| 2019 | 2019                                      |                                           | 1.833                                     | 1.833                                     |
| Datenquelle: Historisches Gemeindeverzeichnis für Hessen: Die Bevölkerung der Gemeinden 1834 bis 1967. Wiesbaden: Hessisches Statistisches Landesamt, 1968. Weitere Quellen: LAGIS; Stadt Groß-Umstadt; Zensus 2011 |                                           |                                           |                                           |                                           |

### Historische Religionszugehörigkeit
| • 1829: | 457 lutheranische (= 90,14 %), 42 reformierte (= 8,28 %) und 8 katholische (= 1,58 %) Einwohner |
| • 1961: | 556 evangelische (= 69,15 %), 217 katholische (= 26,99 %) Einwohner                             |

## Politik

### Ortsbeirat
Für Richen besteht ein Ortsbezirk (Gebiete der ehemaligen Gemeinde Richen) mit Ortsbeirat und Ortsvorsteher nach der Hessischen Gemeindeordnung. Der Ortsbeirat besteht aus sieben Mitgliedern. Bei den Kommunalwahlen in Hessen 2021 betrug die Wahlbeteiligung zum Ortsbeirat 57,69 %. Dabei wurden gewählt: drei Mitglieder der CDU, ein Mitglied des Bündnis 90/Die Grünen und der BVG (Bürgervereinigung Groß-Umstadt e. V.) sowie zwei Mitglieder der SPD. Der Ortsbeirat wählte Heiko Handschuh (CDU) zum Ortsvorsteher.

### Wappen und Flagge
Wappen

Blasonierung: Über einem fünfmal von Silber und Blau geteilten schräglinken Wellenfuß in Schwarz ein wachsendes aufgerichtetes goldenes rotbezungtes Pferd.
Das Wappen wurde 1959 vom Heraldiker Heinz Ritt gestaltet und am 4. Mai 1960 vom Hessischen Innenministerium genehmigt
Flagge
Die Flagge der damalige Gemeinde wurde am 17. April 1963 genehmigt und wird wie folgt beschrieben: „Auf breiter gelber Mittelbahn des schwarz-gelb-schwarzen Flaggentuches das Gemeindewappen.“

## Kultur und Sehenswürdigkeiten

### Bauwerke

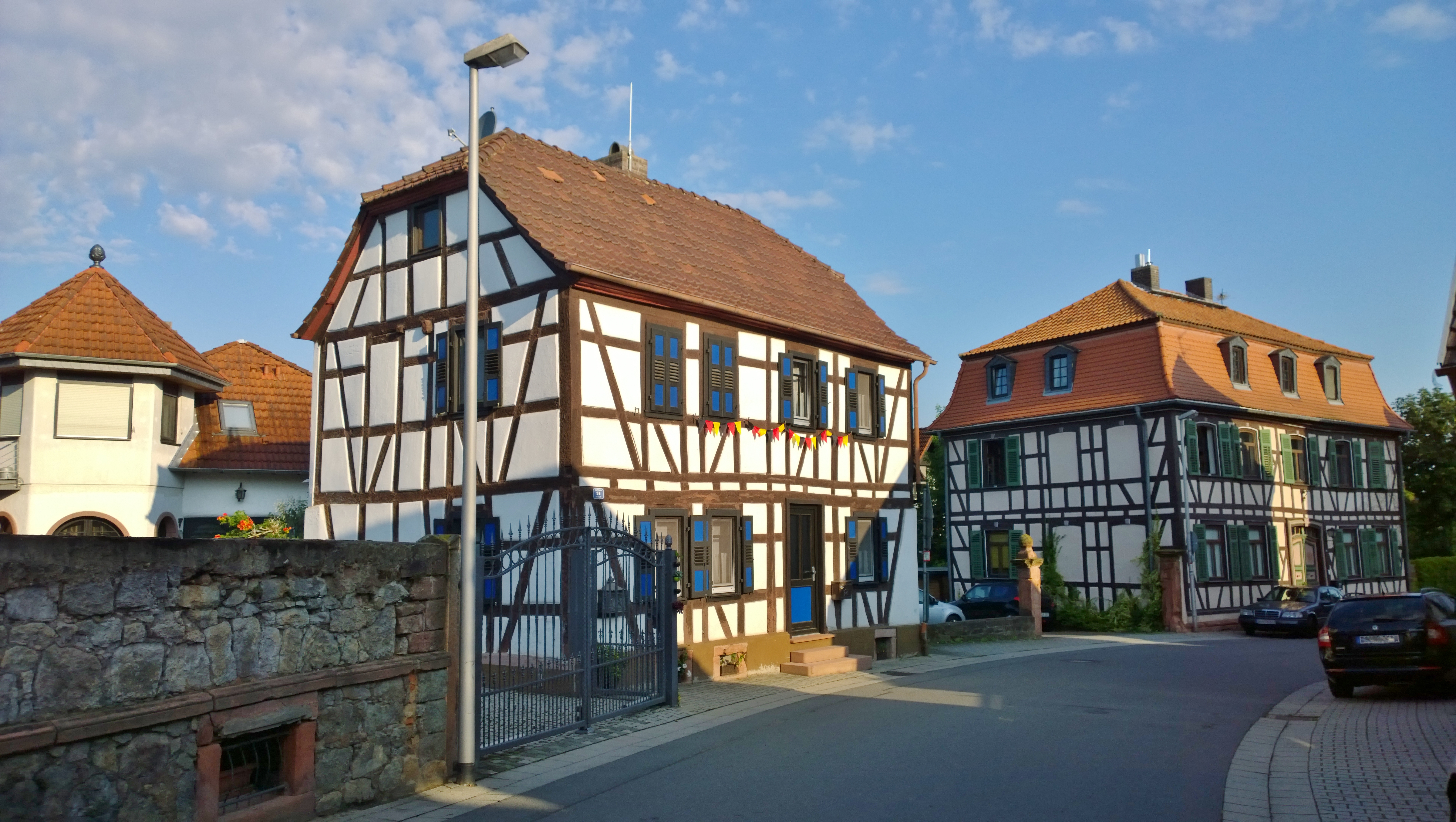
Sanierte Fachwerkhäuser im alten Ortskern
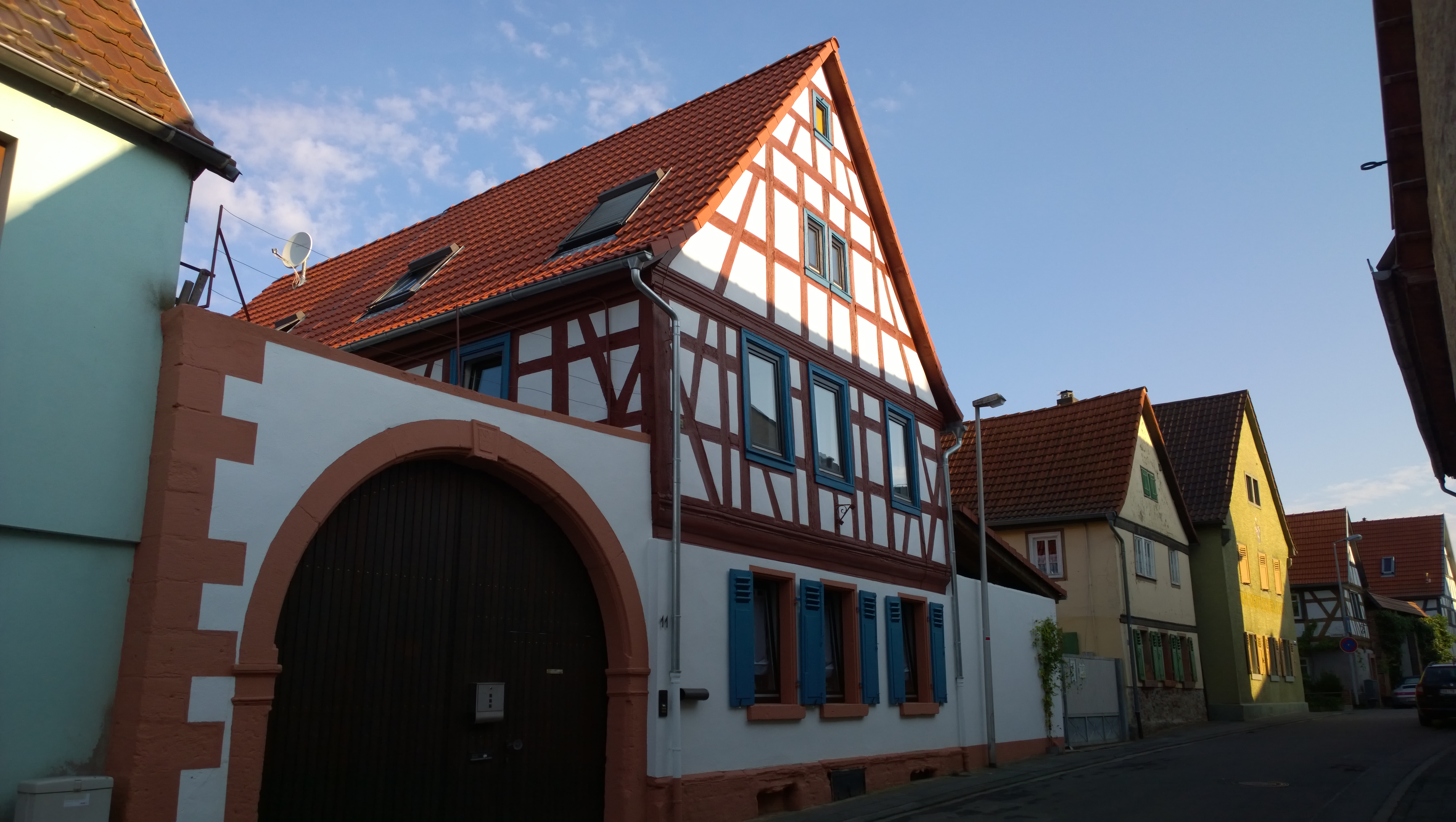
Hofreite und Fachwerk im Ortskern
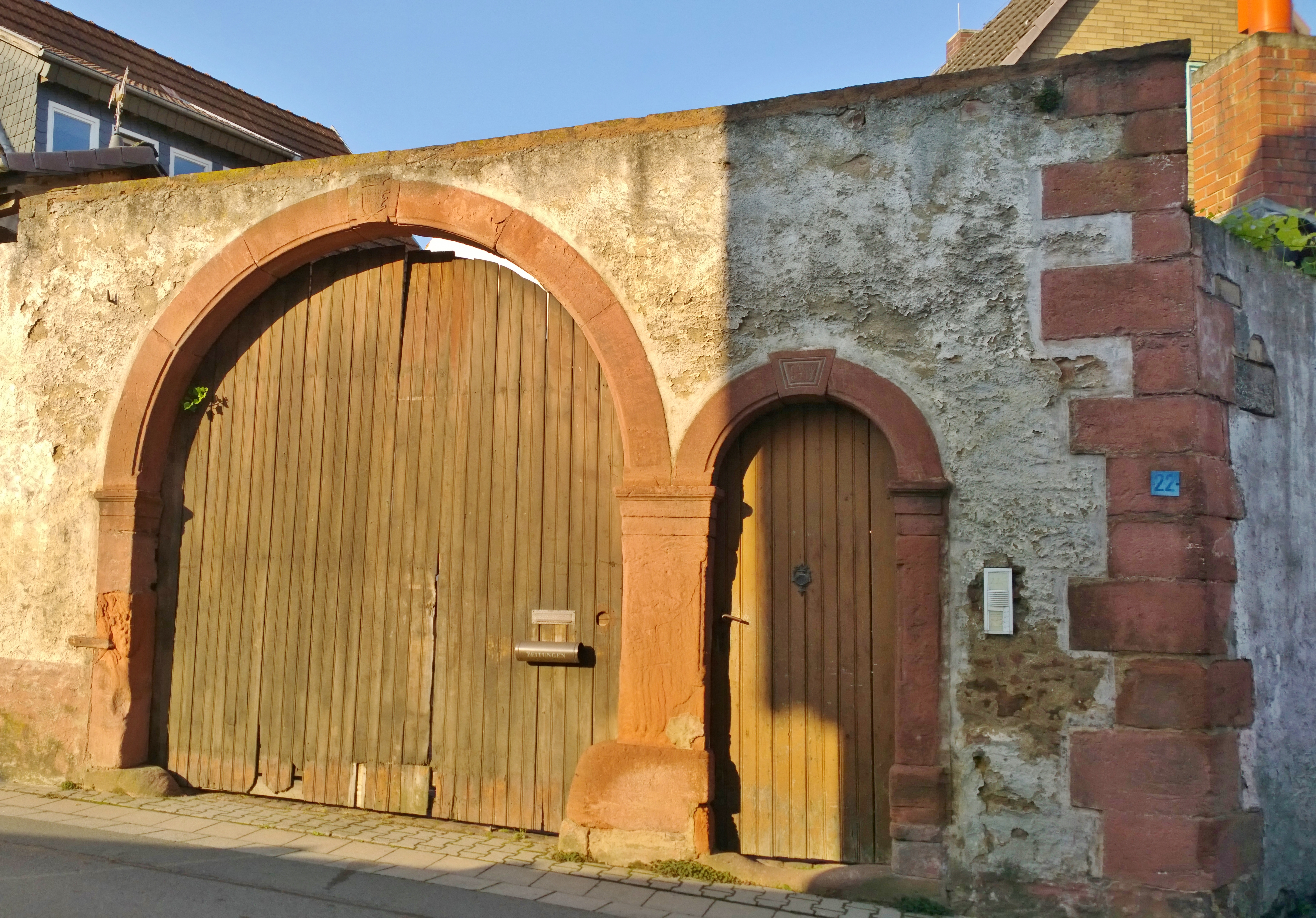
Typische rundbogige Einfahrten und Zugänge zu den Hofreiten
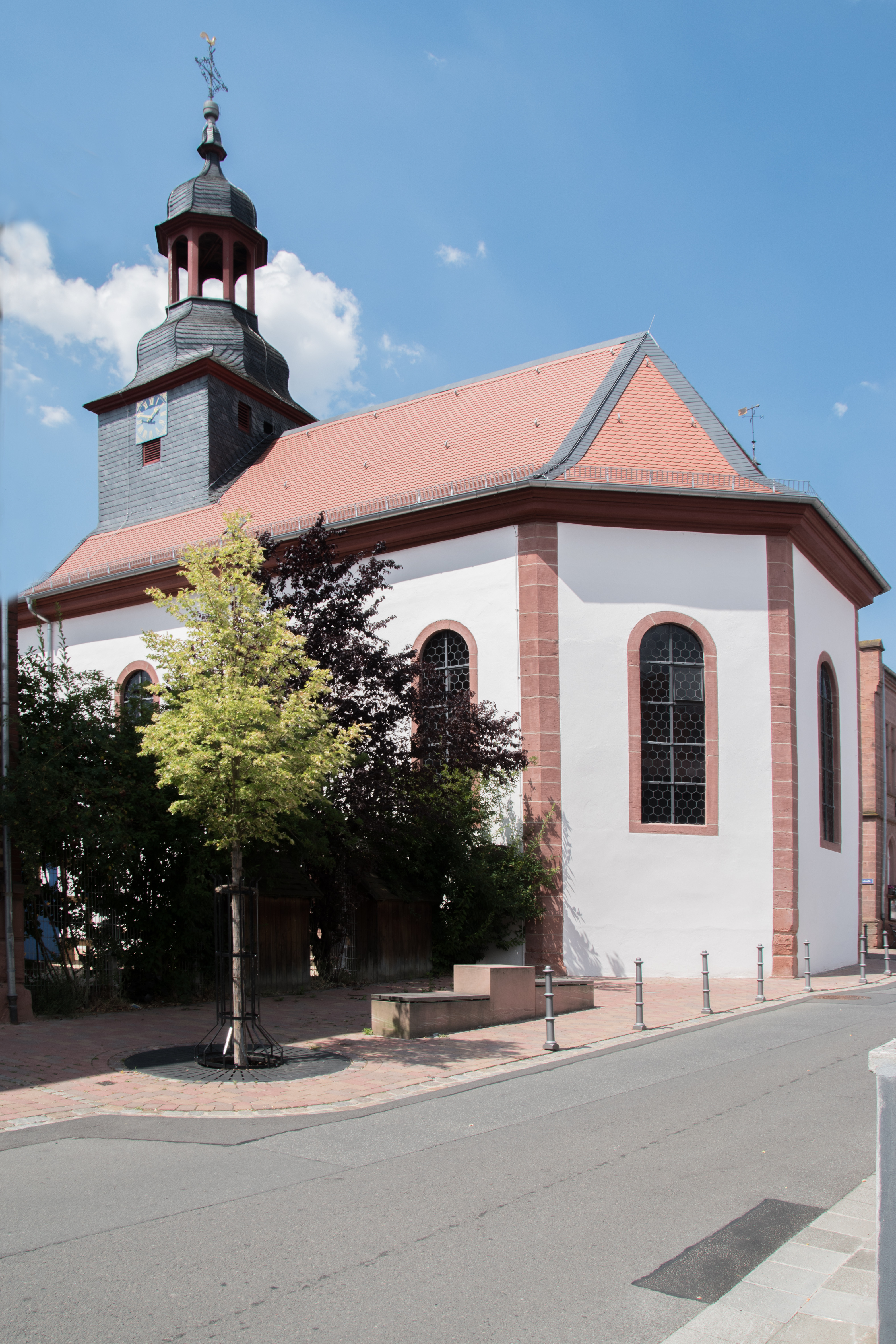
Evangelische Kirche

### Vereine
- Der größte Verein ist der TSV 1908 Richen e. V. mit ungefähr 650 Mitgliedern.[22]
- Schützenverein Germania Richen 1978 e.V[23]
- Landfrauenverein Richen

## Persönlichkeiten
- Wilhelm Block (1826–1902), Forstinspektor, geboren in Richen

### Regelmäßige Veranstaltungen
- Oktober: Backesfest[24]